# Maussane-les-Alpilles

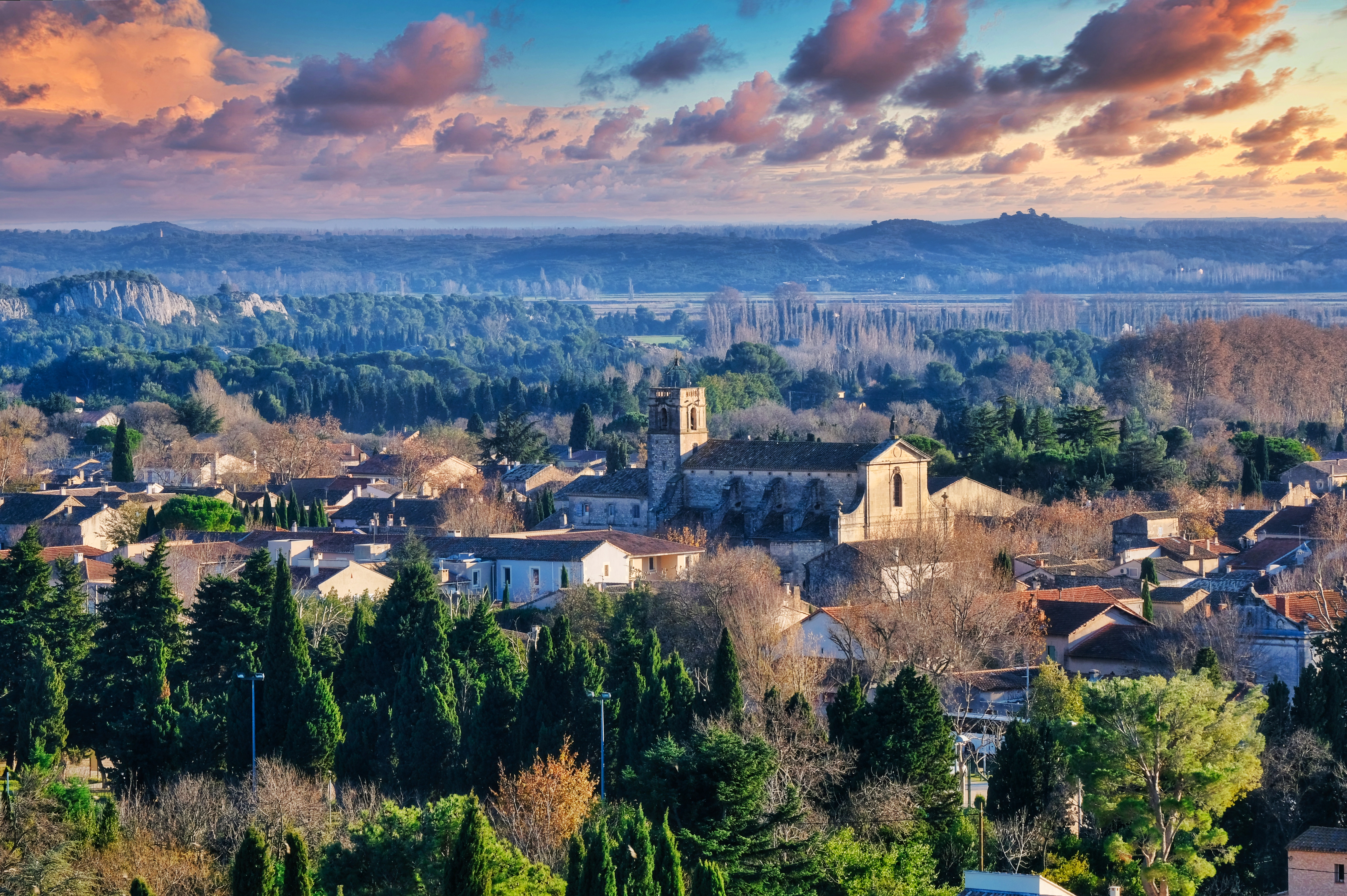
Maussane-les-Alpilles en noviembre de 2020

Maussane-les-Alpilles es una comuna francesa situada en el departamento de Bocas del Ródano, en la región de Provenza-Alpes-Costa Azul.
Tiene una población estimada, en 2019, de 2362 habitantes.